# Fra Barbie til Babe
Fra Barbie til Babe er en dansk ungdomsfilm fra 2003, der er skrevet og instrueret af Louise Kjeldsen og Louise Detlefsen.

## Handling
To 13-årige piger udfylder poesibog, men Laura vil ikke fortælle sin bedste veninde, hvem hun er lun på. Det er første gang, at Laura er forelsket, og endnu er det tophemmeligt. Barbie-dukkerne er pakket væk, og pigerne beskæftiger sig nu med en ny og indviklet leg: drenge. Laura er forelsket i klassens populære dreng. Men han siger, han ikke vil have en kæreste. Spænding, usikkerhed og skuffelse. Der er mange følelser at holde styr på, når man skal finde ud af kærlighedens uskrevne regler, så det er godt at have veninderne. Nogle man kan diskutere sin sms med, inden man sender den af sted. Laura får hårdt brug for sine veninder, når hun med spæde skridt bevæger sig ud på gyngende grund.